# Philippe Égalité
Louis Philippe d'Orléans (n. 13 aprilie 1747, Saint-Cloud, Île-de-France, Franța – d. 6 noiembrie 1793, Paris, Prima Republică Franceză), a fost membru al unei ramuri inferioare a Casei de Bourbon, dinastia care conducea Franța. A susținut activ Revoluția franceză și a adoptat numele de Philippe Égalité; a fost ghilotinat în timpul Regimului Terorii.
Fiul său Louis-Philippe a devenit rege al Franței după Revoluția din Iulie din 1830.
1. ↑  Autoritatea BnF, accesat în 10 octombrie 2015